# Qasmuna
Qasmūna bint Ismāʿil (en arabe : قسمونة بنت إسماعيل), parfois appelée Xemone,, est une poétesse juive ibérique ayant vécu au XIe, XIIe, ou XIIIe siècle. Elle est la seule poétesse juive de langue arabe attestée d'Al-Andalus et, avec Sarah du Yémen et l'épouse anonyme de Dounash ben Labrat,, l'une des rares poétesses juives connues du Moyen Âge.

## Biographie
On sait peu de choses sur elle. Les sources disponibles rapportent que son père était juif, qu'il a veillé à lui donner une éducation de qualité et qu'il lui a enseigné l'art de la versification. Alors qu'al-Maqqari l'appelle simplement Ismāʿil al-Yahudi, al-Suyuti l'appelle Ismāʿil ibn Bagdāla al-Yahudi, et dit que Qasmūna a vécu au XIIe siècle. Il s'agit peut-être du vizir juif Samuel ibn Naghrillah, mort vers 1056, ce qui ferait de Qasmuna une poétesse du XIe siècle originaire de Grenade, ou bien d'un ancêtre, mais ces hypothèses restent fragiles,. Son père aurait eu pour habitude de commencer une strophe et de laisser sa fille la terminer.
Trois poèmes de Qasmūna nous sont restés, en raison de leur transmission par deux anthologues ultérieurs : Al-Suyūtī, dans son Nuzhat al-julasāʼ fī ashʻār al-nisā, une anthologie de vers féminins, et Al Maqqari, dans son Nafḥ al-ṭīb, du XVIIe siècle. Al-Suyuti et peut-être aussi al-Maqqari semblent avoir puisé dans une anthologie antérieure de vers andalous, le Kitāb al-Maghrib d'Ibn Sa'id al-Maghribi mais il semble que les vers n'apparaissent pas dans les manuscrits subsistants.

## Œuvres
On connaît d'elle trois poèmes. L'un d'eux fait partie d'un défi poétique lancé par son père. Un autre, le plus célèbre, est introduit par le commentaire suivant : elle s'est regardée un jour dans un miroir, a vu qu'elle était belle et qu'elle avait atteint le temps du mariage. Le troisième énonce : « Toujours paissant ici dans ce jardin... J'ai les yeux sombres tout comme vous, et je me sens seule. Nous vivons tous deux loin des amis, abandonnés... supportant patiemment le décret de notre destin. »